# Lijst van Nederlandse staatssecretarissen van Onderwijs, Cultuur en Wetenschap
Dit is een lijst van Nederlandse staatssecretarissen van Onderwijs, Cultuur en Wetenschap.
| Kabinet                                                              | Periode    | Staatssecretaris           | Bijzonderheden |
| -------------------------------------------------------------------- | ---------- | -------------------------- | --- |
| Vanaf 1948 staatssecretaris van Onderwijs, Kunsten en Wetenschappen. |            |                            | |
| kabinet-Drees-Van Schaik                                             | 1948-1951  | Jo Cals                    | Jeugdvorming, pers en radio, oudheidkunde en natuurbescherming en kunsten)                                                                  |
| kabinet-Drees I                                                      | 1951-1952  | Jo Cals                    | Jeugdvorming, pers en radio, oudheidkunde en natuurbescherming en kunsten)                                                                  |
| kabinet-Drees II                                                     | 1952-1956  | Anna de Waal               | Middelbaar onderwijs, voortgezet hoger en nijverheidsonderwijs                                                                              |
| kabinet-Drees III                                                    | 1956-1958  | Anna de Waal               | Middelbaar onderwijs, voortgezet hoger en nijverheidsonderwijs (afgetreden)                                                                 |
| kabinet-Drees III                                                    | 1956-1958  | René Höppener              | Jeugdwerk en cultuur |
| kabinet-Beel II                                                      | 1958-1959  | René Höppener              | |
| kabinet-De Quay                                                      | 1959-1963  | Ynso Scholten              | Jeugdvorming en volksontwikkeling, lichamelijke opvoeding en sport, pers, radio en tv en kunsten, oudheidkunde en natuurbescherming         |
| kabinet-De Quay                                                      | 1959-1963  | Gerard Carl Stubenrouch    | Lager-, voorbereidend hoger- en middelbaar onderwijs (overleden)                                                                            |
| kabinet-De Quay                                                      | 1959-1963  | Hendrikus Hubertus Janssen | Lager-, voorbereidend hoger- en middelbaar onderwijs                                                                                        |
| kabinet-Marijnen                                                     | 1963-1965  | Hans Grosheide             | Lager-, voorbereidend hoger- en middelbaar onderwijs                                                                                        |
| kabinet-Marijnen                                                     | 1963-1965  | Louis van de Laar          | Jeugdvorming, bijzonder jeugdwerk, volksontwikkeling, sport, kunsten en natuurbescherming                                                   |
| Kabinet                                                              | Periode    | Staatssecretaris           | Bijzonderheden |
| Vanaf 1965 staatssecretaris van Onderwijs en Wetenschappen.          |            |                            | |
| kabinet-Cals                                                         | 1965-1966  | Hans Grosheide             | |
| kabinet-Zijlstra                                                     | 1966-1967  | Hans Grosheide             | |
| kabinet-De Jong                                                      | 1967-1971  | Hans Grosheide             | |
| kabinet-Biesheuvel I                                                 | 1971-1972  | Cees Schelfhout            | |
| kabinet-Biesheuvel II                                                | 1972-1973  | Cees Schelfhout            | |
| kabinet-Den Uyl                                                      | 1973-1977  | Ger Klein                  | Hoger- en wetenschappelijk onderwijs (afgetreden)                                                                                           |
| kabinet-Den Uyl                                                      | 1973-1977  | Antoon Veerman             | Algemeen voortgezet- en voorbereidend onderwijs en technisch- en beroepsgericht onderwijs (afgetreden)                                      |
| kabinet-Den Uyl                                                      | 1973-1977  | Klaas de Jong Ozn.         | Algemeen voortgezet- en voorbereidend wetenschappelijk onderwijs en technisch- en beroepsgericht onderwijs                                  |
| kabinet-Van Agt I                                                    | 1977-1981  | Klaas de Jong Ozn.         | Voortgezet onderwijs |
| kabinet-Van Agt I                                                    | 1977-1981  | Ad Hermes                  | Basisonderwijs en de verzorgingsstructuur                                                                                                   |
| kabinet-Van Agt II                                                   | 1981-1982  | Wim Deetman                | Voortgezet onderwijs |
| kabinet-Van Agt II                                                   | 1981-1982  | Ad Hermes                  | Basisonderwijs en de verzorgingsstructuur                                                                                                   |
| kabinet-Van Agt III                                                  | 1982       | Ad Hermes                  | |
| kabinet-Lubbers I                                                    | 1982-1986  | Nell Ginjaar-Maas          | Voortgezet onderwijs |
| kabinet-Lubbers I                                                    | 1982-1986  | Gerard van Leijenhorst     | Basisonderwijs en de verzorgingsstructuur                                                                                                   |
| kabinet-Lubbers II                                                   | 1986-1989  | Nell Ginjaar-Maas          | |
| kabinet-Lubbers III                                                  | 1989-1994  | Jacques Wallage            | Naar ander departement |
| kabinet-Lubbers III                                                  | 1989-1994  | Roel in 't Veld            | Afgetreden |
| kabinet-Lubbers III                                                  | 1989-1994  | Job Cohen                  | |
| Kabinet                                                              | Periode    | Staatssecretaris           | Bijzonderheden |
| Vanaf 1994 staatssecretaris van Onderwijs, Cultuur en Wetenschap.    |            |                            | |
| kabinet-Kok I                                                        | 1994-1998  | Tineke Netelenbos          | Basisonderwijs, speciaal onderwijs en voortgezet onderwijs                                                                                  |
| kabinet-Kok I                                                        | 1994-1998  | Aad Nuis                   | Cultuur-, kunst- en mediabeleid, stelselherziening hoger onderwijs en tot maart 1995 wetenschapsbeleid                                      |
| kabinet-Kok II                                                       | 1998-2002  | Karin Adelmund             | Basisonderwijs, speciaal onderwijs en voortgezet onderwijs                                                                                  |
| kabinet-Kok II                                                       | 1998-2002  | Rick van der Ploeg         | Cultuur-, kunst- en mediabeleid |
| kabinet-Balkenende I                                                 | 2002-2003  | Cees van Leeuwen           | Cultureel erfgoed, kunsten, media, letteren, internationaal cultuurbeleid en ICT/kennisnet                                                  |
| kabinet-Balkenende I                                                 | 2002-2003  | Annette Nijs               | Beroepsonderwijs en volwasseneneducatie, hoger beroepsonderwijs, wetenschapsbeleid en studiefinanciering, internationalisering              |
| kabinet-Balkenende II                                                | 2003-2006  | Annette Nijs               | Beroepsonderwijs en volwasseneneducatie, hoger beroepsonderwijs, wetenschapsbeleid en studiefinanciering, internationalisering (afgetreden) |
| kabinet-Balkenende II                                                | 2003-2006  | Mark Rutte                 | Beroepsonderwijs en volwasseneneducatie, hoger beroepsonderwijs, wetenschapsbeleid en studiefinanciering, internationalisering (afgetreden) |
| kabinet-Balkenende II                                                | 2003-2006  | Bruno Bruins               | Door de val van het kabinet niet beëdigd, maar had de taak al wel op zich genomen                                                           |
| kabinet-Balkenende II                                                | 2003-2006  | Medy van der Laan          | Cultuur en media (afgetreden) |
| kabinet-Balkenende III                                               | 2006-2007  | Bruno Bruins               | |
| kabinet-Balkenende IV                                                | 2007-2010  | Sharon Dijksma             | Basisscholen, kinderopvang en emancipatie (afgetreden op 23 februari)                                                                       |
| kabinet-Balkenende IV                                                | 2007-2010  | Marja van Bijsterveldt     | Voortgezet onderwijs en middelbaar beroepsonderwijs (basisscholen, kinderopvang en emancipatie vanaf 23 februari 2010 erbij)                |
| kabinet-Rutte I                                                      | 2010-2012  | Halbe Zijlstra             | Cultuur, Wetenschap, Hoger Onderwijs |
| kabinet-Rutte II                                                     | 2012-2017  | Sander Dekker              | |
| kabinet-Rutte III                                                    | 2017-2022  | -                          | |
| kabinet-Rutte IV                                                     | 2022-2024  | Gunay Uslu                 | Cultuur en Media |
| kabinet-Rutte IV                                                     | 2022-2024  | Steven van Weyenberg       | Cultuur en Media |
| kabinet-Rutte IV                                                     | 2022-2024  | Fleur Gräper               | Cultuur en Media |
| kabinet-Schoof                                                       | 2024-heden | Mariëlle Paul              | Funderend Onderwijs en Emancipatie |

Binnenlandse Zaken en Koninkrijksrelaties · Buitenlandse Zaken · Defensie · Economische Zaken · Financiën · Justitie · Landbouw, Natuur en Voedselkwaliteit · Onderwijs, Cultuur en Wetenschap · Sociale Zaken en Werkgelegenheid · Verkeer en Waterstaat · Volksgezondheid, Welzijn en Sport

Staatssecretariaten op voormalige ministeries: Volkshuisvesting, Ruimtelijke Ordening en Milieubeheer